# Distrito de Sandia
El distrito peruano de Sandia es la sede y también uno de los 10 distritos que conforman la Provincia de Sandia, ubicada en el Departamento de Puno, perteneciente a la Región Puno,  en el sudeste Perú.
Su capital la Ciudad de Santiago Apóstol de Sandia o simplemente Sandia.
Desde el punto de vista jerárquico de la Iglesia católica forma parte de la Prelatura  de Ayaviri en la Arquidiócesis de Arequipa.
Las comunidades campesinas son:
Aricato
Laqueque iguara llamani
Quiaca Ayllu
Queneque
Mororía
Apabuco
Ccapuna
Tuana
Iparo

## Demografía
La población estimada en el año  2000 es de 10 999 habitantes.

## Autoridades

### Municipales
- 2019 - 2022[3]
  - Alcalde: Víctor Adán Málaga Carcasi, del Movimiento de Integración por el Desarrollo Regional (Mi Casita).
  - Regidores:

  1. Fredy Huaquisto Chahuara (Movimiento de Integración por el Desarrollo Regional (Mi Casita))
  2. Donato Mamani Quispe (Movimiento de Integración por el Desarrollo Regional (Mi Casita))
  3. Erasmo Quispe Calsina (Movimiento de Integración por el Desarrollo Regional (Mi Casita))
  4. León Quispe Quilla (Movimiento de Integración por el Desarrollo Regional (Mi Casita))
  5. Beyza Carol Machaca Huaquisto (Movimiento de Integración por el Desarrollo Regional (Mi Casita))
  6. Elisbán Toledo Salas (Movimiento de Integración por el Desarrollo Regional (Mi Casita))
  7. Nemesio Carcasi Mamaní (Moral y Desarrollo)
  8. Pablo Ccori Mamani (Moral y Desarrollo)
  9. Yesica Sánchez Pérez (Frente Amplio para el Desarrollo del Pueblo)